# Schock (Torf)
Schock war ein deutsches Stück- und Zählmaß in der Torfwirtschaft, besonders in Hannoveraner und Breslauer Torfabbaugebieten. Bedeutung hatte das Maß als Grundlage der Preisbildung und der Berechnung von Transportkosten. Die Torfsoden oder Ziegel, als kleinste Einheit, hatten ein Volumen von 90 Kubikzoll, was 3 1/8 Kubikfuß waren. Ein Torfgräber mit einem Gehilfen zum Absetzen schaffte am Tag 2500 Stück oder 50 Schock. Nach dem Trocknen setzte man immer Meiler zu 20 Schock auf.
- 1 Schock = 50 Stück
- 36 Schock = 1800 Torfsoden (wurde als vierspänniges Fuder bezeichnet)
- 30 Schock = 93 ¾ Kubikfuß = 1 Ladung (wurde als zweispännige Ladung bezeichnet)

Diese Fuhre entsprach als Volumen etwa einem Fuder.